# Maxi 33
Maxi 33 är i grunden en Maxi 999 vilken Maxi 33 delar skrov och däcksform med. Maxi 33:an går betydligt grundare än 999:an eftersom den är utrustad med en specialutvecklad vingköl. Det är lätt att skilja på de två modellerna Maxi 999 och Maxi 33, då den senare är utrustad med en fastmonterad vindruta och rattstyrning. Maxi 33 har kortare mast och tyngre köl än Maxi 999 vilket medför en styvare båt. Med vindrutans hjälp kan man med ett kapell skapa ett extra "rum" i sittbrunnen.
Maxi 33 har fallen dragna till sittbrunnen, dubbla invändiga revtampar, knapar och avlastare. Dubbla fallvinschar och skena för självslående fock. 

## Skrov
- Bredd 3,23 m
- Deplacement 4500 kg
- Djupgående 1,43 m
- Konstruktör Pelle Petterson
- Kölvikt 1800 kg
- Längd i vatten linje (L.v.l.) 8,20 m
- Längd över allt (L.ö.a.) 9,90 m